# 8139 Полабелл
8139 Полабелл (8139 Paulabell, 1980 UM1, 1970 WH1, 1987 XA1) — астероїд головного поясу, відкритий 31 жовтня 1980 року.
Тіссеранів параметр щодо Юпітера — 3.616.